# Glavati
Glavati (cyr. Главати) – wieś w Czarnogórze, w gminie Kotor. W 2011 roku liczyła 393 mieszkańców.